# Siepen (Halver)
Siepen ist eine Hofschaft in Halver im Märkischen Kreis im Regierungsbezirk Arnsberg in Nordrhein-Westfalen (Deutschland).

## Lage und Beschreibung
Siepen liegt östlich des Halveraner Hauptortes auf 360 Meter über Normalnull im Tal des Sieperbachs, ein Zufluss der Hälver. Nachbarorte sind Schmidtsiepen, Ober- und Mittelherweg, Schröders Herweg, Lingen, Berge und Winkhof. Der Sieperbach wird in Siepen zu einem großen Teich gestaut.
Westlich des Ortes verläuft die von der Schleifkottenbahn GmbH befahrenen Teilstrecke der Wuppertalbahn.

## Geschichte
Siepen wurde erstmals 1480 urkundlich erwähnt, die Entstehungszeit der Siedlung wird aber im Zeitraum zwischen 1300 und 1400 in der Folge der zweiten mittelalterlichen Rodungsperiode vermutet. Siepen war vermutlich ein Abspliss von Lingen oder Berge.
Um 1500 ist durch Urkunden belegt, dass der Hof Siepen dem bergischen Amt_Beyenburg abgabenpflichtig war. Die Gerichtsbarkeit des Hofs unterstand einem extra für die bergischen Höfe im ansonsten märkisch beherrschten Kirchspiel Halver bestellten bergischem Richter, was häufig zu Streit mit dem für das Kirchspiel eigentlich zuständigen märkischen Gografen führte.
1818 lebten 15 Einwohner im Ort. Laut der Ortschafts- und Entfernungs-Tabelle des Regierungs-Bezirks Arnsberg wurde Siepen als Hof kategorisiert und besaß 1838 eine Einwohnerzahl von 23, allesamt evangelischen Glaubens. Der Ort gehörte zur Ehringhauser Bauerschaft innerhalb der Bürgermeisterei Halver und besaß drei Wohnhäuser, eine Fabrik bzw. Mühle und ein landwirtschaftliches Gebäude.
Das Gemeindelexikon für die Provinz Westfalen von 1887 gibt eine Zahl von 20 Einwohnern an, die in vier Wohnhäusern lebten.